# (19118) 1981 SD2
(19118) 1981 SD2 es un asteroide que forma parte del cinturón de asteroides y fue descubierto por Norman G. Thomas el 26 de septiembre de 1981 desde la estación Anderson Mesa, en Flagstaff, Estados Unidos.

## Designación y nombre
Designado provisionalmente como 1981 SD2.

## Características orbitales
(19118) 1981 SD2 está situado a una distancia media del Sol de 2,385 ua, pudiendo alejarse hasta 2,696 ua y acercarse hasta 2,073 ua. Su excentricidad es 0,131 y la inclinación orbital 6,397 grados. Emplea 1344,98 días en completar una órbita alrededor del Sol.
Pertenece a la familia de asteroides de (4) Vesta.

## Características físicas
La magnitud absoluta de (19118) 1981 SD2 es 13,82. Tiene 4,594 km de diámetro y su albedo se estima en 0,230.